# 1921
1921 (MCMXXI) var ett normalår som började en lördag i den gregorianska kalendern och ett normalår som började en fredag i den julianska kalendern.

## Händelser

### Januari
- 1 januari

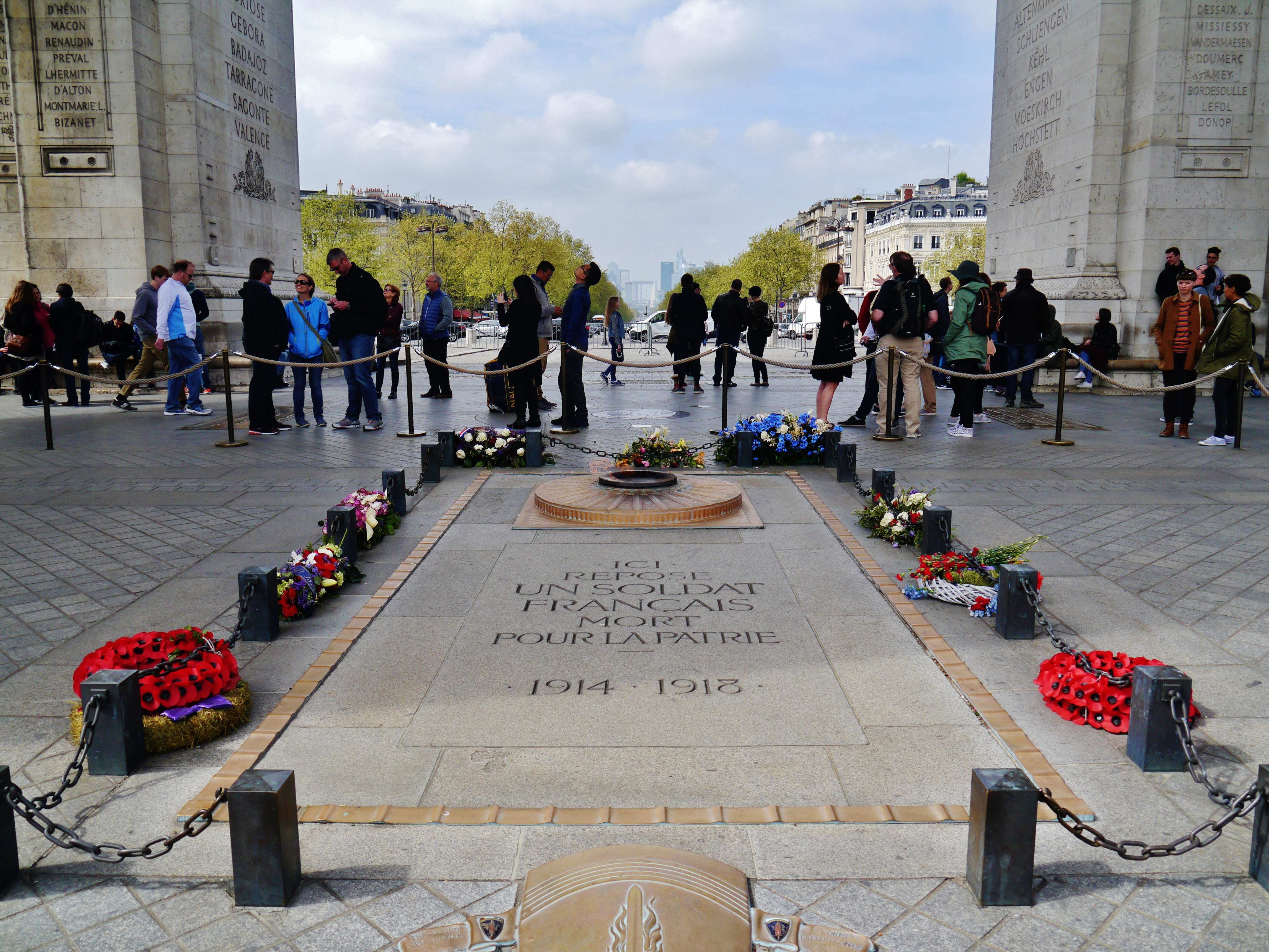
Den okände soldatens grav under Triumfbågen i Paris.

  - En ny svensk giftermålsbalk införs, i vilken bland annat stadgas att gifta kvinnor är myndiga, båda föräldrarna har ansvar för barnen och att barn och hustru skall bära mannens efternamn. Därmed är svenska kvinnor slutligen myndiga oavsett om de är gifta eller ej.
  - Den svenska Folkhushållningskommissionen, inrättad under kriget, upplöses [1].
  - Victor Sjöströms film Körkarlen efter Selma Lagerlöfs roman med samma namn har premiär [2].
- 3 januari – Osmanska riket (nuvarande Turkiet) sluter fred med Armenien.
- 9 januari – Utgivningen av August Strindbergs samlade skrifter redigerade av John Landquist föreligger i 55 band [1].
- 13 januari – Bondeförbundet och Jordbrukarnas Riksförbund går samman till Bondeförbundet och etablerar sig som svenskt riksdagsparti.
- 26 januari
  - Sveriges riksdag antar för andra gången (första gång 24 maj 1919) och därmed definitivt rösträttsreformen [3]. Därmed införs Kvinnlig rösträtt och det råder nu Allmän rösträtt och lika rösträtt för män och kvinnor, varvid socialdemokraterna och liberalerna har nått sina gemensamma mål, demokrati och parlamentarism.
  - Evert Taube skivdebuterar i Stockholm med fyra titlar och sjunger till eget lutackompanjemang.
- 28 januari – Den franske Okände soldaten gravsätts under Triumfbågen i Paris [4].
- 30 januari – Den första ishockeymatchen i Sverige spelas på Stockholms stadion, där det svenska laget IFK Uppsala besegrar det tyska Berliner SC med 4–1 inför 2 022 åskådare.[5]
- Januari – Den svenska riksdagen utser för första gången själv sina talmän.

### Februari
- 19 februari – Första helikoptern flyger.
- 23 februari – Oscar von Sydow blir Sveriges statsminister för en expeditionsministär [1] då Louis De Geer (1854–1935) avgår.
- 25 februari – Georgien blir sovjetrepublik.
- 28 februari – Matroserna i ryska örlogsbasen Kronstadt utanför Petrograd gör uppror mot den ryska bolsjevikregeringen [4], men de krossas av Trotskijs trupper [6].
- Februari – Den svenska utrikesnämnden börjar sin verksamhet.

### Mars
- 4 mars – Senator Warren G. Harding (republikan från Ohio) efterträder demokraten Woodrow Wilson som USA:s president.
- 8 mars – Vladimir Lenin försöker bromsa den ekonomiska krisen i Ryssland genom NEP, delvis återgång till marknadsekonomi [4].
- 24 mars – Första Kvinnliga friidrottsspelen inleds i Monte Carlo, då kvinnor inte får medverka i olympiska spelen i många grenar.[6]
- 25 mars – Det svenska Socialdemokratiska vänsterpartiet antar den kommunistiska internationalens (Kominterns) 21 teser.
- 26 mars – Socialdemokratiska vänsterpartiet splittras. En minoritet ledd av Zeth Höglund motsätter sig namnbytet till Sveriges kommunistiska parti och bildar ett nytt parti med det gamla partinamnet med Ivar Vennerström i spetsen [4].
- 30 mars – Den svenske bankdirektören Marcus Wallenberg tar initiativet till att bilda Skattebetalarnas förening [6].

### April
- April – USA skickar flotteskader till Panama och Costa Rica på båda sidor av Panamanäset för att stoppa krig mellan de två staterna under en gränstvist [7].
- 23 april – I USA sätter Charlie Paddock, USA nytt världsrekord på 100 meter löpning med tiden 10,4 sekunder [4].
- 28 april – Emanuel Lasker, Tyskland som varit schackvärldsmästare sedan 1894 förlorar sin titel till José Raúl Capablanca, Kuba i Havanna [4]. José Raúl Capablanca är vid denna tid 32 år [6].

### Maj
- 6 maj – Den danska tyendeloven från 1854 avskaffas och ersätts av medhjælperloven [8].
- 7 maj – Dödsstraffet i fredstid avskaffas i Sverige efter riksdagsbeslut [4] med 62 röster mot 23 i Första kammaren och 116 mot 48 i Andra [2]. Stora delar av högern är emot [1].
- 13 maj
  - Den svenska riksdagen beslutar med stor majoritet att inrätta ett rasbiologiskt institut ([4] för att hindra brottslighet, alkoholism och sinnessjukdom med rashygien [1] eller, som man säger "...hindra tillkomsten av ur olika synpunkter icke önskvärda samhällsmedlemmar". Institutet blir det första sådana i världen.
  - Den svenska statens arbetslöshetskommission begär ytterligare 36 miljoner i kampen mot arbetslösheten.

### Juni

Ålandsfrågan avgörs av Nationernas Förbund i juni 1921. Ålands inofficiella trefältsflagga togs i bruk ett år senare.

- 1 juni – Karl Gerhards första revy, Vart ska vi annars gå? har premiär på Folkan i Stockholm [2]. Den bryter radikalt mot genrens karaktär av harmlös underhållning [1].
- 9 juni – Åland blir självstyrande inom Finland.
- 18 juni – Svenska balettens avantgardistiska musikal Brudparet i Eiffeltornet har premiär i Paris, med masker av Jean Cocteau [1].
- 20 juni – 85 gruvarbetare omkommer vid en gruvexplosion i Mont Cenis [9].
- 24 juni – NF i Genève ger Finland suveräniteten över Åland, trots att många vill tillhöra Sverige. Befolkningen garanteras dock stort självstyre [4]. Hjalmar Branting protesterar och anser att frågan inte lösts efter principen om "folkens självbestämmanderätt" [1].
- 30 juni – Kompositören och organisten Elfrida Andrée tillåts, vid 80 års ålder, bli medlem av Föreningen svenska tonsättare.

### Juli
- 1 juli – Kinas kommunistiska parti bildas av bland andra Mao Zedong i Shanghai [4], till en början har man 57 medlemmar [6].
- 2 juli – Jack Dempsey, USA vinner i New Jersey på KO mot Georges Carpentier, Frankrike under vad som kallas "Århundradets match" och behåller sin världsmästartitel i tungviktsboxning [4].
- 18 juli – Den första BCG-vaccinationen utförs.
- 27 juli – I Toronto lyckas fysiologerna Frederick G. Banting och Charles Best isolera kliniskt användbart insulin [4].
- 29 juli – Adolf Hitler tar över som ledare för Nationalsocialistiska tyska arbetarepartiet, med oinskränkta maktbefogenheter [4].

### Augusti
- 6 augusti – Den kungliga svenska slupen Vasaorden (byggd 1774) förstörs vid en brand på Galärvarvet i Stockholm.[10]
- 14 augusti – Folkrepubliken Tuva utropas.[11]
- 21 augusti – Simmaren Arne Borg, Sverige sätter vid nordiska mästerskapen i Kristiania det första av sina 32 världsrekord när han simmar 1 000 meter på tiden 14.19.00 [4].
- 24 augusti – Brittiska R38-klassluftskeppet ZR-2 bryts i två delar vid provturen och störtar utanför Kingston upon Hull. 62 personer omkommer.[9].[12]

### September
- 5 september – Större delen av Vilhelmina kyrkstad i Lappland ödeläggs i en eldsvåda.[13]
- 12 september
  - I det första svenska valet med rösträtt för både män och kvinnor går vänsterpartierna fram, dock utan att få majoritet [2].
  - De fem första kvinnorna väljs härvid också in i den svenska riksdagen. De är Kerstin Hesselgren (invald först) [4] från de frisinnade [6], Nelly Thüring, Bertha Wellin, Agda Östlund och Elisabeth Tamm.
- 21 september – 535 arbetare omkommer vid en explosion i en fabrik i Tyskland som tillverkar kväveprodukter [9].

### Oktober

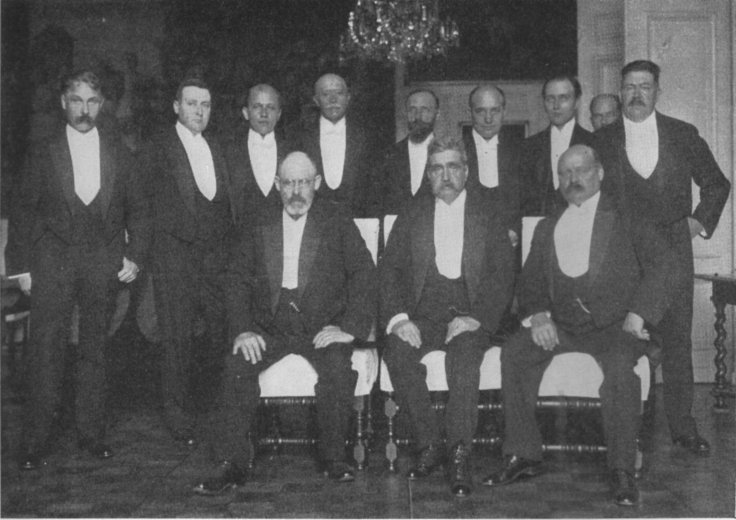
Regeringen Branting II

- 13 oktober – Oscar von Sydow avgår som svensk statsminister och efterträds av Hjalmar Branting i en socialdemokratisk minoritetsregering efter socialdemokratiska valframgångar [4]. Hjalmar Branting blir både statsminister och utrikesminister i vad han kallar en "svensk folklig landsregering" [1].
- 20 oktober – Ålandskonventionen, om Ålands demilitarisering och neutralisering, undertecknas av Sverige, Finland, Tyskland, Storbritannien, Frankrike, Italien, Danmark, Polen, Estland och Lettland.
- 30 oktober – Filmen "Shejken" har premiär i London och huvudrollsinnehavaren Rudolph Valentino blir kvinnohjälte [4].
- 31 oktober - Fédération Sportive Féminine Internationale grundas, Paris, första internationella damidrottsförbund för friidrott

### November

Irland självständigt.

- 2 november – Svenska Röda Korset sänder en hjälpexpedition till svältande i Ryssland [2].
- 7 november – Benito Mussolini blir ledare för den italienska fasciströrelsen när den ombildas till Italiens fascistparti [4].
- 22 november – Storbritannien erkänner Afghanistans oberoende [14].
- 27 november – Hjalmar Bergmans bok Farmor och vår Herre utkommer [1].

### December
- 6 december – Irland blir fristat (republik), utom sex grevskap i norr som blir Nordirland under fortsatt brittiskt styre [6].
- 10 december – Hjalmar Branting, Sverige får Nobels fredspris [2] tillsammans med politikern Christian Lous Lange, Norge som är generalsekreterare i interparlamentariska unionen [1].
- 22 december – Irland får självstyre [15].

### Okänt datum
- Det sista vilda Atlaslejonet dödas i Marocko, i området vid Zelan- och Beni Mguildskogarna.[16].
- Amurtigern utrotas i södra Korea.[17].
- På vårvintern (norra halvklotet) upptäcker Agne Beijer den "sovande" Drottningholmsteatern.
- Baltzar von Platen och Carl Munters presenterar sitt kylskåp utan rörliga delar.
- Kungliga Tekniska högskolan i Stockholm öppnas för kvinnor.
- Tidningarnas Telegrambyrå (TT) bildas.
- Den första reguljära bussförbindelsen i Sverige öppnas. - 1907 gick en busslinje från Kungsholmen till Bromma. 1911 Grebbestad - Tanum
- Automatiseringen av telefonsystemen i Sverige inleds.
- De svenska straffen för abort lindras.
- Deflationskris i Sverige följs av koncentration och rationaliseringar [18].
- Den svenska deflationskrisen leder till lågkonjunktur, som gör att som mest 26,2 procent av LO:s anställda är arbetslösa.
- Advisory Committee on Traffic in Women and Children bildas av nationernas förbund och utarbetar International Convention for the Suppression of the Traffic in Women and Children.
- Mahatma Gandhi inleder sin kampanj för passivt motstånd till följd av missnöjet med det brittiska väldet.
- Den första moderna arkeologiska undersökningen i Kina genomförs under ledning av den svenske forskaren Johan Gunnar Andersson.
- I Finland blir folkskolan obligatoriskt 6-årig.
- En cykelreparatör från Västerås utses till "bäste svensk-german" [19].
- Kapten Ragnar Ring gör en reklamfilm för varuhusen i Stockholm där Greta Garbo (då med namnet Greta Gustafsson) medverkar [20].

## Födda

### Första kvartalet

#### Januari
- 3 januari – Chetan Anand, indisk manusförfattare och filmregissör (död 1997).
- 4 januari – Torsten Lilliecrona, svensk skådespelare (död 1999).
- 6 januari – Nils Hallerby, svensk politiker (död 2018).
- 8 januari
  - Leonardo Sciascia, italiensk författare (död 1989).
  - Gunnel Wadner, svensk skådespelare (död 2008).
- 15 januari – Frank Thornton, brittisk skådespelare (död 2013).
- 24 januari – Ingvar Lidholm, svensk kompositör [2], medlem av Måndagsgruppen, (död 2017).
- 29 januari – Gotha Andersen, dansk skådespelare (död 1984).
- 31 januari
  - John Agar, amerikansk skådespelare (död 2002).
  - Carol Channing, amerikansk sångare och skådespelare (död 2019).
  - Mario Lanza, amerikansk skådespelare och sångare (död 1959).

#### Februari
- 8 februari – Lana Turner, amerikansk skådespelare (död 1995).
- 11 februari – Lloyd Bentsen, amerikansk demokratisk politiker, senator 1971–1993 (död 2006).
- 14 februari – Giovanni Jaconelli, svensk musiker (död 2007).
- 16 februari
  - Hua Guofeng, kinesisk kommunistisk politiker, Kinas ledare 1976–1978 (död 2008).
  - Vera-Ellen, amerikansk dansare och skådespelare (död 1981).
- 19 februari – Börje Teijler, svensk kommunhistoriker (död 1996).
- 21 februari – John Rawls, amerikansk filosof (död 2002).
- 22 februari – Jean-Bédel Bokassa, centralafrikansk militär och politiker, diktator 1966–1979 (död 1996).
- 24 februari – Carl-Gustaf Lindstedt, svensk skådespelare[2] (död 1992).
- 26 februari – Betty Hutton, amerikansk skådespelare och sångare (död 2007).
- 27 februari – Willy Kyrklund, svensk författare (död 2009).
- 28 februari – Sven Gillsäter, svensk filmare, fotograf, författare, manusförfattare och kortfilmsregissör (död 2001).

#### Mars
- 8 mars – Cyd Charisse, amerikansk skådespelare och dansare (död 2008).
- 10 mars – Curt Nicolin, svensk industriman, ordförande i SAF[2] (död 2006).
- 11 mars – Ástor Piazzolla, argentinsk bandoneonist och kompositör (död 1992).
- 12 mars
  - Algimantas Dailidė, litauisk före detta nazikollaboratör, dömd krigsförbrytare (död 2015).
  - Bengt Hedlén, svensk socialdirektör och debattör (död 2010).
- 19 mars – Tommy Cooper, brittisk komiker (död 1984).
- 21 mars
  - Paco Godia, spansk racerförare (död 1990).
  - Bengt Grive, svensk journalist och TV-sportkommentator (död 2003).
  - Vasilij Stalin, son till Josef Stalin (död 1962).
- 22 mars – John J. Gilligan, amerikansk demokratisk politiker, guvernör i Ohio 1971–1975 (död 2013).
- 23 mars – Donald Campbell, brittisk bil- och motorbåtsförare (död 1967).
- 25 mars – Simone Signoret, fransk skådespelare och författare (död 1985).
- 26 mars – Åke Gerhard Larsson, svensk kompositör, textförfattare, musiker (bas och saxofon), orkesterledare, skivproducent, musikförläggare (död 2009).
- 27 mars – Richard Marner, brittisk skådespelare (död 2004).
- 28 mars
  - Dirk Bogarde, brittisk skådespelare (död 1999).
  - Herschel Grynszpan, polsk jude som mördade en nazist 1938.

### Andra kvartalet

#### April
- 5 april – Ernst Wellton, svensk skådespelare (död 2001).
- 6 april – Sten Ardenstam, svensk skådespelare (död 1993).
- 9 april – Jean-Marie Balestre, fransk journalist och författare, ordförande för FIA 1986–1993 (död 2008).
- 16 april – Peter Ustinov, brittisk skådespelare (död 2004).
- 20 april – Folke Lindh, svensk amatörskådespelare (död 1998).
- 21 april – Krister Stendahl, svensk biskop och professor (död 2008).
- 25 april – Karel Appel, nederländsk konstnär (död 2006).

#### Maj
- 2 maj – Satyajit Ray, indisk regissör, manusförfattare, producent och kompositör (död 1992).
- 5 maj – Allan Mann, svensk högt dekorerad militär (kapten) (död 2005).
- 7 maj – Rodger Davies, amerikansk diplomat (död 1974).
- 9 maj – Sophie Scholl, tysk motståndskämpe (död 1943).
- 12 maj – Joseph Beuys, tysk konstnär (död 1986).
- 14 maj – Arve Opsahl, norsk skådespelare och komiker (död 2007).
- 17 maj – Nils Erik Wååg, svensk byggnadsingenjör och politiker (död 1998).
- 21 maj – Andrej Sacharov, sovjetrysk kärnfysiker och medborgarrättskämpe, nobelpristagare (död 1989).
- 23 maj – James Blish, amerikansk fantasy- och science fiction-författare (död 1975).
- 25 maj – Rolf Tourd, svensk skådespelare (död 1999).

#### Juni
- 10 juni
  - John Y. McCollister, amerikansk demokratisk politiker (död 2013).
  - Philip av Grekland och Danmark, brittisk regentgemål 1952–2021, gift med Elizabeth II, (död 2021).
- 19 juni – Howell Heflin, amerikansk demokratisk politiker och jurist, senator 1979–1997 (död 2005).
- 21 juni – Jane Russell, amerikansk skådespelare (död 2011).
- 28 juni – P.V. Narasimha Rao, indisk politiker, premiärminister 1991–1996 (död 2004).

### Tredje kvartalet

#### Juli
- 1 juli – Seretse Khama, botswansk politiker, Botswanas president 1966–1980 (död 1980).
- 4 juli – Stein Rokkan, norsk statsvetare (död 1979).
- 5 juli – Ronnie Hartley, dansk violinist (död 2016).
- 6 juli – Bengt Danielsson, svensk etnograf och författare (död 1997).
- 7 juli – Ezzard Charles, amerikansk boxare (död 1975).
- 13 juli
  - Anne-Margrethe Björlin, svensk skådespelare (död 2006).
  - Git Gay, svensk skådespelare, sångerska och revyartist (död 2007).
- 15 juli – Bruce Merrifield, amerikansk kemist, nobelpristagare (död 2006).
- 18 juli – John Glenn, amerikansk astronaut och politiker, senator 1974–1999 (död 2016).
- 21 juli – James Cooke Brown, amerikansk sociolog och science fiction-författare (död 2000).
- 22 juli – William V. Roth, amerikansk republikansk politiker, senator 1971–2001 (död 2003).
- 23 juli – Sune Elffors, svensk skådespelare och officer (död 2008).
- 26 juli – Leif Hedenberg, svensk skådespelare och regissör (död 2004).
- 31 juli – Peter Benenson, brittisk jurist, grundade föreningen Amnesty International (död 2005).

#### Augusti
- 1 augusti – Jack Kramer, amerikansk tennisspelare (död 2009).
- 3 augusti – Birgitta Arman, svensk skådespelare (död 2007).
- 9 augusti – J. James Exon, amerikansk demokratisk politiker (död 2005).
- 11 augusti – Alex Haley, amerikansk författare (död 1992).
- 16 augusti – Hans Asplund, svensk arkitekt, professor vid Lunds tekniska högskola (död 1994).
- 18 augusti – Eva Wikman, svensk skådespelare (död 1980).
- 19 augusti – Gene Roddenberry, skapare av Star Trek (död 1991).
- 28 augusti – Barbro Hiort af Ornäs, svensk skådespelare (död 2015).
- 31 augusti – Otis G. Pike, amerikansk demokratisk politiker, kongressledamot 1961–1979 (död 2014).

#### September
- 8 september – Dinko Šakić, kroatisk Ustaša-medlem och dömd krigsförbrytare (död 2008).
- 16 september – Ursula Franklin, tysk-kanadensisk fysiker (död 2016).
- 17 september – Roger H. Zion, amerikansk republikansk politiker, kongressledamot 1967–1975 (död 2019).
- 18 september – Nils Hallberg, svensk skådespelare (död 2010).
- 21 september – Nils Bejerot, svensk psykiater och forskare (död 1988).
- 25 september – Åke Rangnar Wide, svensk konstnär och grafiker (död 1998).
- 27 september – John Malcolm Patterson, amerikansk politiker, guvernör i Alabama 1959–1963 (död 2021).
- 30 september – Deborah Kerr, brittisk skådespelare (död 2007).

### Fjärde kvartalet

#### Oktober
- 2 oktober – Bruce Montgomery, brittisk filmmusikkompositör, även författare under pseudonymen Edmund Crispin (död 1978).
- 12 oktober – Torbjörn Jahn, svensk musiker och skådespelare (död 2003).
- 13 oktober – Yves Montand, fransk skådespelare och sångare (död 1991).
- 18 oktober – Jesse Helms, amerikansk politiker (död 2008).
- 19 oktober – Gunnar Nordahl, svensk fotbollsspelare, en del av trion Gre-No-Li[2] (död 1995).
- 22 oktober
  - Georges Brassens, fransk vissångare (död 1981).
  - Czesław Słania, polsk-svensk frimärksgravör (död 2005).
- 25 oktober – Gunnel Broström, svensk regissör och skådespelare (död 2012).
- 28 oktober
  - Allan Linder, svensk skådespelare (död 1999).
  - Lars Nordrum, norsk teater- och filmskådespelare (död 1973).
- 30 oktober
  - Göthe Grefbo, svensk skådespelare (död 1991).
  - Britt Tunander, svensk författare och journalist (död 2018).

#### November
- 2 november – Birgit Johannesson, svensk skådespelare (död 1996).
- 3 november
  - Charles Bronson, amerikansk skådespelare (död 2003).
  - Fylgia Zadig, svensk skådespelare (död 1994).
- 5 november – Fawzia av Egypten, drottning av Iran 1945–1945 (död 2013).
- 7 november – Rune Turesson, svensk skådespelare (död 1992).
- 12 november – Lars Gyllensten, svensk författare och läkare, ledamot av Svenska Akademien[2] (död 2006).
- 13 oktober – Mauritz Hain, svensk ingenjör och företagsledare (död 2012).
- 17 november – Albert Bertelsen, dansk konstnär (död 2019).
- 22 november – Rodney Dangerfield, amerikansk skådespelare och ståuppkomiker (död 2004).
- 26 november – Gertrud Fridh, svensk skådespelare (död 1984).
- 27 november – Alexander Dubček, tjeckoslovakisk politiker (död 1992).

#### December
- 3 december – Lillebil Kjellén, svensk skådespelare (död 1994).
- 4 december – Deanna Durbin, amerikansk skådespelare, sångare och gitarrist (död 2021).
- 5 december
  - Karl-Gustav Andersson, svensk rörverksarbetare och socialdemokratisk politiker (död 1991).
  - Clair Burgener, amerikansk republikansk politiker, kongressledamot 1973–1983 (död 2006).
- 6 december – Marcel Callo, fransk motståndsman mot nazismen (död 1945).
- 7 december – Carla Capponi, italiensk kommunistisk motståndskvinna under andra världskriget och läkare (död 2000).
- 17 december
  - Elsie Albiin, svensk skådespelare (död 2009).
  - Kerstin Sundmark, svensk kompositör och sångtextförfattare (död 1991).
- 21 december
  - Alicia Alonso, kubansk ballerina och koreograf (död 2019).
  - Britta Holmberg, svensk skådespelare (död 2004).
  - Maila Nurmi, amerikansk skådespelare (död 2008).
- 31 december – Simon Brehm, svensk orkesterledare (död 1967).

## Avlidna

### Första kvartalet

#### Januari

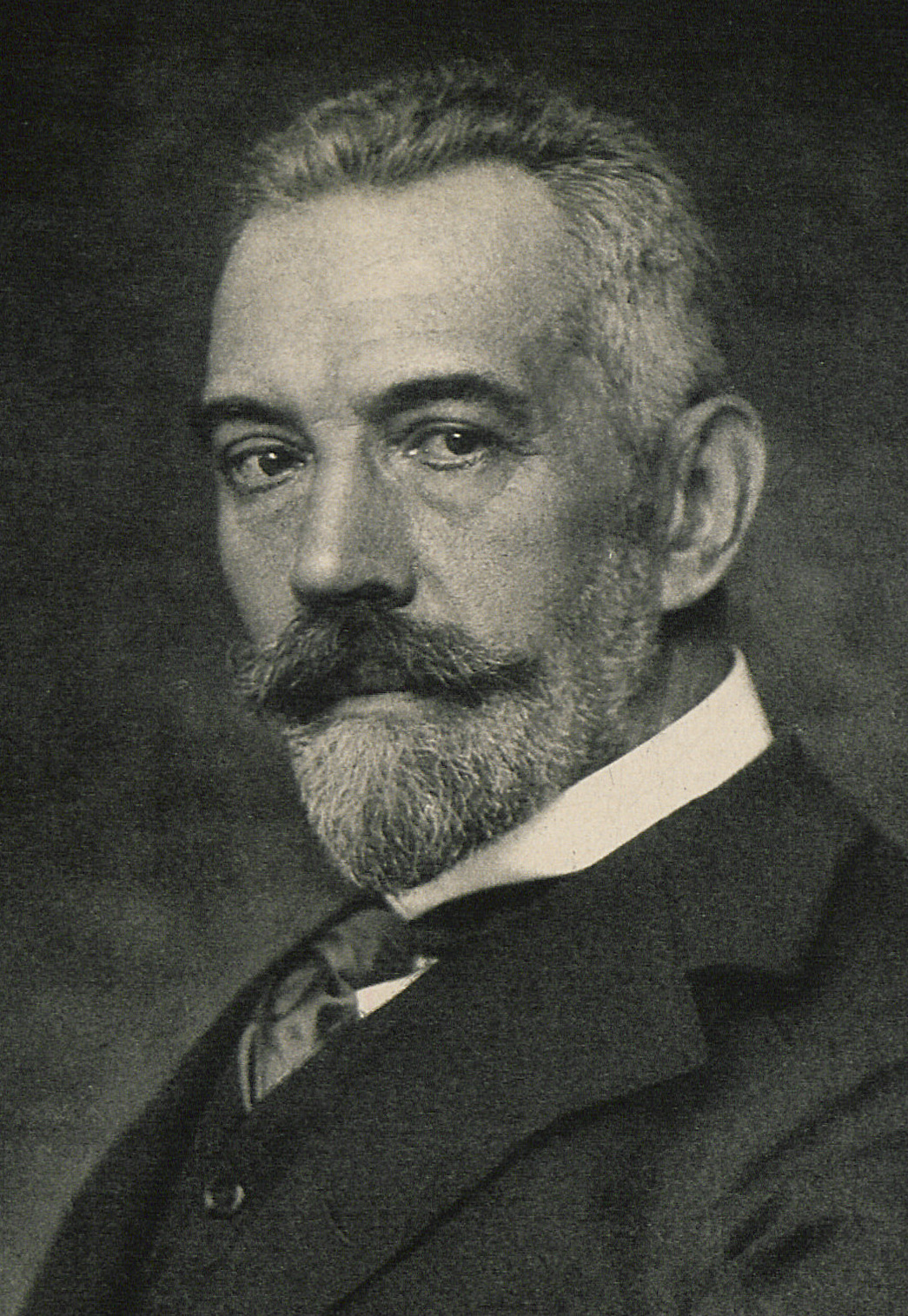
Den tyske politikern Theobald von Bethmann-Hollweg avled den 2 januari, 64 år gammal.

- Den tyske politikern Theobald von Bethmann-Hollweg avled den 2 januari, 64 år gammal.2 januari – Theobald von Bethmann Hollweg, 64, tysk politiker, rikskansler och premiärminister i Preussen 1909–1917.
- 3 januari – Owen Vincent Coffin, 84, amerikansk republikansk politiker, guvernör i Connecticut 1895–1897.
- 5 januari – Adolf Appellöf, 63, svensk marinzoolog.
- 6 januari – Lazarus Fletcher, 66, brittisk mineralog.
- 7 januari – Benno Erdmann, 69, tysk filosof.
- 14 januari – Rasmus Bøgebjerg, 61, dansk skulptör.
- 16 januari
  - Giuseppe Colombo, 84, italiensk ingenjör och politiker.
  - Magnus Nyrén, 83, svensk astronom.
- 18 januari
  - Wilhelm Foerster, 88, tysk astronom.
  - Georg Hans Emmo Wolfgang Hieronymus, 74, tysk botaniker.
  - Adolf von Hildebrand, 73, tysk skulptör.
  - Karl Ilgner, 58, tysk elektrotekniker.
- 19 januari – Horatio C. Claypool, 61, amerikansk demokratisk politiker, kongressledamot 1911–1915 och 1917–1919.
- 20 januari
  - Živojin Mišić, 65, serbisk militär.
  - Alfred Nathorst, 70, svensk polarforskare, botaniker och geolog.
- 23 januari
  - Ferdinand Luthmer, 78, tysk arkitekt och konsthistoriker.
  - Heinrich Morf, 66, schweizisk filolog och litteraturhistoriker.
  - Władysław Żeleński, 83, polsk kompositör.
- 26 januari – Theodor Schiemann, 73, balttysk historiker.
- 29 januari – Karl Georg Schillings, 55, tysk biolog.
- 31 januari – Frederic Hale Parkhurst, 56, amerikansk republikansk politiker, guvernör i Maine 1921.

#### Februari
- 4 februari
  - Eugène Burnand, 70, schweizisk målare.
  - Carl Hauptmann, 62, tysk författare.
- 5 februari – Friedrich von Baudissin, 68, tysk sjömilitär.
- 7 februari – Rudolf Christians, 52, tysk skådespelare.
- 8 februari
  - Francisco d'Andrade, 62, portugisisk operasångare.
  - Colin Archer, 88, norsk båtkonstruktör.
  - Fred L. Blackmon, 47, amerikansk demokratisk politiker, kongressledamot 1911–1921.
  - Max Dvořák, 46, tjeckisk-österrikisk konsthistoriker.
  - Francis Hagerup, 68, norsk politiker, statsminister 1895–1898 och 1903–1905.
  - Pjotr Kropotkin, 78, rysk anarkist.
- 16 februari – Benjamin Breckinridge Warfield, 69, amerikansk teolog.
- 17 februari – William Odling, 91, brittisk kemist.
- 18 februari – Max von Boehn, 70, tysk militär.
- 20 februari – Nicoline Weywadt, 73, isländsk fotograf.
- 21 februari – George Dunlop Leslie, 85, brittisk målare.
- 24 februari – Gustav Killian, 60, tysk läkare.
- 28 februari – Carl Warnstorf, 83, tysk botaniker.

#### Mars
- 2 mars – Champ Clark, 70, amerikansk demokratisk politiker, talman i USA:s representanthus 1911–1919.
- 22 mars – Albert Niemann, 41, tysk barnläkare.
- 23 mars – Jean-Paul Laurens, 82, fransk akademisk målare.
- 29 mars
  - Levi Ankeny, 76, amerikansk republikansk politiker och affärsman, senator 1903–1909.
  - John Burroughs, 83, amerikansk essäist.

### Andra kvartalet

#### April
- 27 april – Fanny Grahn, 58, finländsk skådespelare.

#### Maj
- 15 maj – Thomas B. Catron, 80, amerikansk republikansk politiker och jurist, senator 1912–1917.
- 18 maj – Franklin Knight Lane, 56, amerikansk demokratisk politiker, USA:s inrikesminister 1913–1920.
- 25 maj – Émile Combes, 85, fransk politiker.

#### Juni
- 2 juni – Hjalmar Linder, 59, finländsk kammarherre, vice häradshövding och storgodsägare.
- 16 juni – William E. Mason, 70, amerikansk republikansk politiker.
- 28 juni – Charles Joseph Bonaparte, 70, amerikansk advokat och politiker, justitieminister 1906–1909, grundare av FBI.

### Tredje kvartalet

#### Juli
- 4 juli – Antoni Grabowski, 64, polsk kemiingenjör, ledande inom Esperanto-rörelsen.
- 12 juli
  - Harry Hawker, 32, australisk flygpionjär och företagare.
  - Gustaf Lagerbring, 73, svensk politiker och ämbetsman.
- 13 juli – Nils Axel Ahlberg, 81, svensk lantmätare och porträttmålare.
- 16 juli
  - Giovanni Arcangeli, 80, italiensk botaniker.
  - Victor Arfvidson, svensk skådespelare.
- 17 juli – Amy Lagergren, 79, svensk målare.
- 21 juli – Lars Abrahamsen, 65, norsk ämbetsman och politiker.

#### Augusti
- 7 augusti – Aleksandr Blok, 40, rysk poet.
- 8 augusti – Juhani Aho, 59, finländsk författare och journalist.
- 21 augusti
  - Enrico Caruso, 48, italiensk operatenor.
  - Ernest Daudet, 84, fransk historiker och författare.
- 26 augusti – Matthias Erzberger, 45, tysk politiker.

#### September
- 6 september
  - Albert-André Claveille, 56, fransk ingenjör och politiker.
  - Henry Woodward, 88, brittisk paleontolog.
- 7 september – Johann Christoph Neupert, 78, tysk pianobyggare.
- 11 september – George P. Wetmore, 75, amerikansk republikansk politiker, guvernör i Rhode Island 1885–1887, senator 1895–1907 och 1908–1913.
- 12 september – Hanna Zatyrkevytj-Karpynska, 69, ukrainsk skådespelare.
- 13 september
  - Alfred Grandidier, 84, fransk upptäcktsresande och naturforskare.
  - William E. Williams, 64, amerikansk demokratisk politiker, kongressledamot 1899–1901 och 1913–1917.
- 15 september – Alfred Jensen, 61, svensk författare, översättare och slavist.
- 19 september – Thomas Heftye, 61, norsk militär.
- 21 september
  - Ernest Cassel, 69, tysk-brittisk affärsman.
  - Eugen Dühring, 88, tysk filosof och nationalekonomisk skriftställare.
- 22 september – Ivan Vazov, 71, bulgarisk författare.
- 24 september – Jan Jakob Maria de Groot, 67, nederländsk sinolog.
- 26 september – Alfred Lehmann, 62, dansk psykolog.
- 27 september – Engelbert Humperdinck, 67, tysk kompositör.
- 28 september
  - Pauline von Metternich, 85, österrikisk memoarförfattare.
  - Þorvaldur Thoroddsen, 66, isländsk geograf och geolog.

### Fjärde kvartalet

#### Oktober
- 12 oktober – Philander C. Knox, 68, amerikansk republikansk politiker och jurist, USA:s utrikesminister 1909–1913.
- 19 oktober – Henry Prentiss Armsby, 68, amerikansk husdjursfysiolog.
- 25 oktober – Bat Masterson, 67, amerikansk sheriff.
- 30 oktober – Ivar Afzelius, 73, svensk jurist och politiker.

#### November
- 1 november – Francisco Pradilla, 73, spansk målare.
- 5 november – Gustaf Fredrikson, 89, svensk skådespelare och teaterchef.
- 6 november – Karen Ankersted, 62, dansk politiker.
- 8 november – Micha Josef Berdyczewski, 56, nyhebreisk författare.
- 9 november – James Browning, 71, amerikansk demokratisk politiker.
- 15 november – Eugen Bracht, 79, tysk målare.
- 21 november – Kristina Nilsson, 78, svensk sångerska med internationell karriär.
- 28 november – 'Abdu'l-Bahá, 77, Bahá'í-trons ledare sedan 1882.
- 30 november – Hermann Schwarz, 78, tysk matematiker.

#### December
- 15 december – Leo Königsberger, 84, tysk matematiker och vetenskapshistoriker.
- 16 december – Camille Saint-Saëns, 86, fransk kompositör.
- 18 december – Cornelius Leahy, 45, irländsk friidrottare.
- 29 december – Giovanni Ameglio, 67, italiensk militär.

## Nobelpris[21]
- Fysik – Albert Einstein, Tyskland
- Kemi – Frederick Soddy, Storbritannien
- Medicin – Inget pris utdelades
- Litteratur – Anatole France, Frankrike
- Fred
  - Hjalmar Branting, Sverige
  - Christian Lange, Norge

### Fotnoter
1. 1 2 3 4 5 6 7 8 9 10 11  Sverige 1900-talet – 1921, NE, Bra Böcker, 2000
2. 1 2 3 4 5 6 7 8 9 10 11  Hundra år i Sverige – 1921, Hans Dahlberg, Albert Bonniers, 1999
3. ↑  ”100 år av demokrati”. Regeringskansliet. Regeringskansliet. 26 januari 2021. https://www.regeringen.se/pressmeddelanden/2021/01/100-ar-av-demokrati/. Läst 26 januari 2021.
4. 1 2 3 4 5 6 7 8 9 10 11 12 13 14 15 16 17 18  20:e århundradets När Var Hur – 1921, Bernt Himmelstedt, Forum, 1999
5. ↑  ”Upplands Ishockeyförbund – Historia”. Swehockey.se. Arkiverad från originalet den 18 februari 2011. https://web.archive.org/web/20110218023832/http://www.swehockey.se/Distrikt/Uppland/Om-forbundet/Historia1/.
6. 1 2 3 4 5 6 7  100 år med Aftonbladet – 1921, 1999
7. ↑  ”USA:s militära insatser i utlandet”. History.navy.mil. Arkiverad från originalet den 12 oktober 2011. https://www.webcitation.org/62NCLaa95?url=http://www.history.navy.mil/library/online/forces.htm.
8. ↑  ”Den Store Danske – ''Tjenstefolk''” (på (danska)). Denstoredanske.dk. http://www.denstoredanske.dk/Bolig/Husholdning/Huslige_erhverv/tjenestefolk.
9. 1 2 3  Faktakalendern 1996, Semic, 1995
10. ↑  "Vasaorden skall återuppstå" Svenska Dagbladet 21 augusti 1921.
11. ↑  ”Russia” (på engelska). World Statesmen. http://www.worldstatesmen.org/Russia.htm#Tannu. Läst 7 november 2012.
12. ↑  Driggs, Laurence La Tourette (22 juni 1921). ”The Fall of the Airship”. The Outlook (New York) "129":  ss. 14–15. http://books.google.com/?id=sVroBrOJL64C&pg=PA14. Läst 30 juli 2009.
13. ↑  "Jätteeldsvåda i Vilhelmina Svenska Dagbladet 6 september 1921.
14. ↑  ”World Statesmen”. http://www.worldstatesmen.org/Bangladesh.html.
15. ↑  Faktakalendern 2000 – 1914 (Utlandet), Semic 1999
16. ↑  ”Extinction: Barbary Lion UWSP GEOG358 Heywood”. Arkiverad från originalet den 18 mars 2012. https://web.archive.org/web/20120318022204/http://www4.uwsp.edu/geo/faculty/heywood/geog358/extinctm/BarbLion.htm.
17. ↑  ”Save the Tiger”. Arkiverad från originalet den 11 mars 2012. https://web.archive.org/web/20120311225748/http://www.koreanhistoryproject.org/savethetiger.htm.
18. ↑  Sverige 1900-talet – I industrialismens era, NE, Bra Böcker, 2000
19. ↑  Sverige 1900-talet – Oönskade i folkhemmet, NE, Bra Böcker, 2000
20. ↑  75 år Sverige, Carl-Adam Nycop, Bra Böcker, 1976, sidan 57 – Greta Gustafsson reklamfilmar
21. ↑  ”Nobelpriset”. https://www.nobelprize.org/prizes/lists/all-nobel-prizes/. Läst 10 april 2011.